# Water Resources Research
Water Resources Research ist eine interdisziplinäre, wissenschaftliche Fachzeitschrift zu hydrologischen Themen. Sie wird von Wiley-Blackwell im Namen der American Geophysical Union verlegt und erscheint monatlich. Es werden sowohl sozialwissenschaftliche als auch naturwissenschaftliche Beiträge akzeptiert.
Das Journal wurde 1965 von Walter B. Langbein gegründet.

## Redaktion
Die Redaktion des Water Resources Research wird von Alberto Montanari als Chef vom Dienst geleitet. Ihr gehören außerdem Jean Bahr, Günter Blöschl, Ximing Cai, D. Scott Mackay, Anna Michalak, Harihar Rajaram und Xavier Sanchez-Vila an. Sie werden von einer Reihe assoziierter Redakteure (associate editors) unterstützt.
Folgende Wissenschaftler leiteten die Redaktion von Water Resources Research seit 1965:
| - 1965–1967: Walter B. Langbein - 1965–1967: Allen V. Kneese - 1968–1969: Walter B. Langbein - 1968–1975: Charles W. Howe - 1970–1976: George H. Davis - 1976–1979: David C. Major - 1977–1980: R. Allan Freeze - 1980–1983: Jared L. Cohon - 1981–1984: Stephen J. Burges - 1984–1987: Ronald G. Cummings - 1985–1988: Donald R. Nielsen - 1988–1992: David S. Brookshire - 1989–1991: Roger E. Smith - 1989–1992: Soroosh Sorooshian - 1993–1996: George M. Hornberger | - 1997–2000: Samuel C. Colbeck - 2001–2004: William G. Gray - 2001–2004: Kenneth Bencala - 2005–2008: Brian Berkowitz - 2005–2008: Marc B. Parlange - 2005–2008: Amilcare Porporato - 2005–2008: Thomas Torgersen - 2005–2008: Scott W. Tyler - 2009–2013: Ron Griffin - 2009–2013: Hoshin Gupta - 2009–2013: Tissa Illangasekare - 2009–2013: Praveen Kumar - 2009–2013: John Selker - 2009–2015: Graham Sander |

## Rezeption
Combes und Linnemer sortieren das Journal mit Rang 83 von 600 wirtschaftswissenschaftlichen Zeitschriften in die drittbeste Kategorie A ein.